# Los Angeles (álbum)
Los Angeles es el álbum debut de la banda estadounidense de punk rock X, lanzado en abril de 1980 por Slash y producido por el músico y ex tecladista de The Doors, Ray Manzarek. El disco incluye un cover del tema Soul Kitchen, de los Doors. Manzarek también participó en la grabación de algunos temas, tocando el órgano en temas como Nausea y The Unheard Music.
En el 1988, Slash relanzó Los Angeles junto con el segundo álbum de X Wild Gift en un mismo CD, y en el 2001 Rhino relanzó el álbum con 5 temas extra, que es a la fecha la edición de lujo del álbum.
En el 2020 el álbum fue ubicado en el puesto  de los 500 mejores álbumes de todos los tiempos, de la revista Rolling Stone.

## Contenido

### Portada
La foto de cubierta del álbum muestra una letra X gigante ardiendo en llamas, a blanco y negro. El nombre del álbum aparece en la parte superior izquierda en letras carmesí. La edición de lujo muestra una franja con las palabras Deluxe Edition, en letras mayúsculas.

## En la cultura popular
- Your Phone's Off the Hook, But You're Not, tema inicial del álbum, ha sido usado en numerosos juegos de video, como la serie final de The Shield, la banda sonora de Tony Hawk's Underground 2; y en una versión para el videojuego Guitar Hero Encore: Rocks the 80s, de la serie Guitar Hero. La versión de GH fue censurada. En el videojuego GTA V aparece en su versión original, con las palabras nigga y shit.
- El álbum es mencionado en la parte final de la novela debut de Bret Easton Ellis, Less Than Zero.